# روگلاند
روگلاند (به آلمانی: Rügland) یک شهر در آلمان است که در آنسباخ واقع شده‌است.